# Nathan Burns
Nathan Joel Burns (ur. 7 maja 1988 w Orange, Nowa Południowa Walia) – australijski piłkarz występujący na pozycji napastnika. Zawodnik klubu FC Tokyo.

## Kariera klubowa
Burns jako junior grał w zespołach NSWIS, Parramatta Eagles oraz AIS. W 2006 roku trafił do Adelaide United z A-League. W tych rozgrywkach zadebiutował 25 sierpnia 2006 roku w przegranym 0:2 spotkaniu z Melbourne Victory. 2 października 2006 roku w przegranym 1:4 pojedynku z Sydney strzelił pierwszego gola w A-League. W 2007 roku wywalczył z zespołem wicemistrzostwo A-League, a także zdobył z nim A-League Pre-Season Cup.
W 2008 roku Burns odszedł do greckiego AEK Ateny. W Super League Ellada pierwszy mecz zaliczył 28 lutego 2009 roku przeciwko Skodzie Ksanti (2:1). Sezon 2008/2009 spędził na wypożyczeniu w Kerkirze. Potem powrócił do AEK-u. Następnie grał w Incheon United, Newcastle Jets  i Wellington Phoenix. W 2015 trafił do FC Tokyo.

## Kariera reprezentacyjna
Burns jest byłym reprezentantem Australii U-17, U-20 oraz U-23. W seniorskiej kadrze Australii zadebiutował 30 czerwca 2007 roku w wygranym 3:0 towarzyskim meczu z Singapurem.
Burns znalazł się w kadrze na Puchar Azji 2011.